# Nitrome
Nitrome Games Limited este un dezvoltator britanic de jocuri video independent din Londra. Compania realizează jocuri bazate pe unitate (bazate pe Flash) pentru browserele de Internet, în timp ce acestea oferă și jocuri pentru mobil. Jocurile lor sunt recunoscute de designul de artă pixel și de aspectul desenelor animate, precum și de un jingle până la începutul fiecărui joc și de utilizarea chiptunului. Nitromul a fost demarat în data de 10 august 2004 de Matthew Annal și Heather Stancliffe, doi designeri grafici, care intenționează să creeze jocuri pentru telefoane mobile. În schimb, compania a început să preia comisioane bazate pe internet pe jocuri flash. Unele dintre jocurile Nitrome au personaje inspirate de alte personaje de la jocuri video, emisiuni TV și altele. Jocurile lui Nitrome sunt publicate pe site-ul lor și sunt adesea disponibile pentru licențierea altor site-uri precum Miniclip, MTV Arcade și Friv. Unele jocuri au fost lansate ca serie în mai multe părți: Twin Shot, Bad Ice Cream, IceBreaker etc. Începând cu 2014, dezvoltarea jocului de la Nitrome sa concentrat pe producerea de jocuri mobile.